# Горбунов, Максим Николаевич
Максим Николаевич Горбунов (род. 11 мая 1976, СССР) — российский футболист, игрок в мини-футбол; тренер. Более всего известен выступлениями за московский «Спартак». Выступал за сборную России по мини-футболу.

## Биография
Дебютировал в мини-футболе за вольский клуб «Олимп-ВВУТ», созданный при военном училище. Играл с ним в первой лиге, втором дивизионе в структуре российского мини-футбола. В 1999 году был приглашён в московский «Спартак». В 2001 году выиграл с ним чемпионат России, а годом позже — кубок. В 2004 году перешёл в югорский клуб «ТТГ-Ява».
В 2002 году, ещё будучи «спартаковцем», Максим заработал перелом наружной лодыжки, в результате чего выбыл на полтора года. Травмы преследовали его и впоследствии, отчасти этим обусловлено ранее завершение карьеры.
Горбунов входил в состав сборной России по мини-футболу на Чемпионат Европы 2005 года, на котором россияне выиграли серебро. Максим сыграл на турнире один матч против сборной Нидерландов.
Являлся главным тренером команды российской Суперлиги «Мытищи». С клубом «Динамо-Самара» завоевал бронзовые медали российской Суперлиги в сезоне 2018/19. В мае 2022 года стал главным тренером клуба «Тюмень».

## Достижения
- Серебряный призёр Чемпионата Европы по мини-футболу: 2005
- Победитель студенческого чемпионата мира по мини-футболу: 2002
- Чемпион России по мини-футболу: 2000/01
- Обладатель Кубка России по мини-футболу: 2002